# Izvalda
Izvalda (ros. Извалда) – stacja kolejowa w pobliżu miejscowości Jaunā Račina i Meļņica, w gminie Krasław, na Łotwie. Położona jest na linii Witebsk - Dyneburg.
Stacja została otwarta w XIX w. na drodze żelaznej dynebursko-witebskiej, pomiędzy stacjami Josifowo i Krasławka. Początkowo nosiła nazwę Malinówka (łot. Maļinovka).